# ダーウィン・メダル
ダーウィン・メダル（英: Darwin Medal）はイギリスの王立協会が毎年(2018年まで2年に一度)、優れた業績を挙げた生物学者に授与する賞である。チャールズ・ダーウィンの名前にちなみ、生物学における世界最高レベルの賞とされる。

## 受賞者
- 1890年: アルフレッド・ラッセル・ウォレス
- 1892年: ジョセフ・ダルトン・フッカー
- 1894年: トマス・ヘンリー・ハクスリー
- 1896年: ジョヴァンニ・バッティスタ・グラッシ
- 1898年: カール・ピアソン
- 1900年: エルンスト・ヘッケル
- 1902年: フランシス・ゴルトン
- 1904年: ウィリアム・ベイトソン
- 1906年: ユーゴー・ド・フリース
- 1908年: アウグスト・ヴァイスマン
- 1910年: ローランド・トリメン
- 1912年: フランシス・ダーウィン
- 1914年: エドワード・ポールトン
- 1916年: Yves Delage
- 1918年: ヘンリー・フェアフィールド・オズボーン
- 1920年: ローランド・ビッフェン
- 1922年: Reginald C. Punnett
- 1924年: トーマス・ハント・モーガン
- 1926年: ダキンフィールド・ヘンリー・スコット
- 1928年: レオナルド・コケイン
- 1930年: ヨハネス・シュミット
- 1932年: カール・エーリヒ・コレンス
- 1934年: アルバート・チャールズ・スワード
- 1936年: エドガー・ジョンソン・アレン
- 1938年: フレデリック・オーペン・バウワー
- 1940年: ジェームズ・ピーター・ヒル
- 1942年: デービッド・M・S・ワトソン
- 1944年: ジョン・スタンレー・ガーディナー
- 1946年: ダーシー・トンプソン
- 1948年: ロナルド・フィッシャー
- 1950年: フェリックス・ユージン・フリッシュ
- 1952年: J・B・S・ホールデン
- 1954年: エドモンド・ブリスコ・フォード
- 1956年: ジュリアン・ハクスリー
- 1958年: ギャヴィン・デ・ビーア
- 1960年: Edred John Henry Corner
- 1962年: ジョージ・ゲイロード・シンプソン
- 1964年: Kenneth Mather
- 1966年: Harold Munro Fox
- 1968年: Maurice Yonge
- 1970年: チャールズ・サザーランド・エルトン
- 1972年: デイビッド・ラック
- 1974年: フィリップ・シェパード
- 1976年: シャーロット・アワーバック
- 1978年: Guido Pontecorvo
- 1980年: シューアル・ライト
- 1982年: John Heslop-Harrison と Yolande Heslop-Harrison
- 1984年: エルンスト・マイヤー
- 1986年: ジョン・メイナード＝スミス
- 1988年: ウィリアム・ドナルド・ハミルトン
- 1990年: ジョン・ハーパー
- 1992年: 木村資生
- 1994年: ピーター・ローレンス
- 1996年: ジョン・サルストン
- 1998年: Michael Gale と グラハム・ムーア
- 2000年: ブライアン・チャールズワース
- 2002年: ピーター・グラント と ローズマリー・グラント
- 2004年: エンリコ・コーエン と ローズマリー・カーペンター
- 2006年: ニコラス・バートン
- 2008年: ジェフリー・パーカー
- 2010年: ブライアン・クラーク
- 2012年: Timothy Clutton-Brock
- 2014年: John Sutherland
- 2016年: Dame Caroline Dean
- 2018年: William Hill
- 2019年: Peter Holland
- 2020年: Robert A. Martienssen
- 2021年: Dolph Schluter
- 2022年: Martin Embley
- 2023年: Peter T. Campbell
- 2024年: Paul M. Sharp